# Гришук, Леонид Иванович
Леони́д (Ляво́н) Ива́нович Гришу́к (бел. Леанід Іва́навіч Грышу́к; 2 мая 1951, Глинки, Минская область — 2 августа 2020, Минск) — белорусский художник, график. Член Белорусского союза художников (2005). Ликвидатор аварии на Чернобыльской АЭС.

## Биография
Леонид Гришук родился в д. Глинки Узденского района Минской области. В 1957—1963 гг. учился в детской художественной студии С. П. Каткова, в 1964—1966 гг. — в Республиканской художественной школе. В 1976 году окончил Минское художественное училище им. А. К. Глебова. В 1986 году в течение трёх месяцев принимал участие в ликвидации последствий аварии на Чернобыльской АЭС. Тема аварии была отражена в раннем периоде творчества художника. С 1990 года участник многочисленных (не менее 49) международных и республиканских художественных выставок. С 2005 года член Белорусского союза художников.
Художественный стиль Леонида Гришука сильно отличается в зависимости от периода. Начиная с конца 90-х Гришуком были написаны работы, посвященные библейским сюжетам, которые можно отнести к современному авангардизму. Это связано с тем фактом, что в то время Леонид Иванович стал членом евангельской церкви. Это оказало сильнейшее влияние на него и в последствии на его творчество. Работы этого периода характеризуются глубоким философским переосмыслением не только библейских сюжетов, но и своей жизни в целом. Автор через свое творчество рефлексировал на тему одиночества, безысходности, потери любви и жизненных смыслов. Сильное переживание художником глубокого жизненного кризиса в купе с его духовным восприятием новой жизни в качестве христианина отразились  в таких его значимых работах как: "Одиночество" ( 1999г. 60х70, масло), "Мы дойдем, Господь" (2000г. 60х80, масло), "Побег в Египет" (2000г. 70х75, масло), "Поцелуй Иуды" (2001г. 70х65), "Малитва" (2003г. 75х60) и др.
В его более поздних работах на духовную тематику можно видеть уже совершенствование техники, которое выражается в тонком восприятие цвета и композиции. Полотна Леонида Гришука отличаются многогранностью и глубиной осмысления мира и человеческой сущности. В этот период он пишет следующие значимые работы: "Кровь Христа" (2006г. 70х60, масло), "Ангел-спаситель" (2005г. 80х70, масло), "Спаси меня, Боже" (2006г. 70х80, масло), "Прости меня" (2014г. 80х60, масло), "Восхождение" (2014г. 80х60, масло).
Интересным фактом из его биографии и творческой жизни является дружба Леонида Гришука с также известным белорусским художником Матвеем Басовым (сыном Израиля Басова, который стоял у истоков белорусского авангардизма 70-90-х годов). Лявон и Матвей вместе росли. В то время жили они в домах барачного типа в заводском районе города Минска. С Матвеем они жили в одном доме, ходили в одну школу, и на их глаза становилось творчество Израиля Басова, что не могло не повлиять на Леонида, который был маленьким мальчиком. В уже зрелом возрасте Лявон и Матвей были страстными любителями пленэрной живописи, они очень много ездили по всей Беларуси и писали свои картины с натуры. Творчество Матвея Басова также оказало влияние на Леонида Гришука. Картина под названием "Небесный город Иерусалим" (2017г. 80х70) является данью уважения этой дружбе, длящейся всю жизнь, так как работа имеет схожие стилистические черты с работами Матвея Басова.
Отличительной чертой Гришука как художника является его стилистическая разносторонность, но которая всегда отмечалась сильной техникой и исполнением. В следующие годы художник мало писал картины на духовную тематику. В этот период его творчества Леонид Гришук возвращается к истокам. Еще во время учебы Лявон восхищался авангардистами. Гришук также особенно трепетно относился к художникам импрессионистам. Это и также его глубокая любовь и привязанность к природе и истории своей страны сыграли свою роль в том, что следующие годы своей жизни Леонид очень продуктивно и плодотворно работает как пленэрный художник. Один или вместе со своими друзьями Матвеем Басовым, Михаилом Нудновым и другими художниками, он объездил всю Беларусь, образы которой навсегда остались запечатлены в его поздних картинах. Леонид любил писать не только природу во всем ее многообразии, но и запечатлевать старину, забытую и ветхую - старые дома, замки и развалины. Все работы этого периода окутаны дымкой ностальгии и сентиментальности.
Картины этого периода по технике можно отнести к импрессионизму и постимпрессионизму. Яркие, чистые краски, которые словно передают тепло с картины и пастозность, создающая рельефность, делают работы этого периода поистине уникальными. То, как художник работает со светом и тенью, как выстраивает композицию указывает на профессиональную зрелость и мастерство. Из под кисти Гришука в этот период рождаются следующие работы: "На графских развалинах" (2014г. 60х70, масло), "Милый мой куточек" (2014г. 60х70, масло), "Кревский замок" (2016г. 70х70), "Солнечный май" (2015г. 60х70), "Золото осени" (75х60) и другие работы.
Любовь к природе и своей стране нашла свое отражение также и в псевдониме "Лявон". Лявон - это имя Леонид на белорусский манер. Так художник чувствовал себя ближе к своим корням, к месту, где он родился и принадлежал. Гришук очень ценил и уважал белорусскую культуру и историю. За период своего творчества он успел запечатлеть красоты рек и озер Беларуси, замки и исторически-значимые места. Большая часть работ художника посвящена природным мотивам.
Имел проблемы со здоровьем, связанные с полученным облучением. Был награжден при жизни и посмертно медалями за заслуги во время ликвидации последствий на Чернобыльской АЭС.
2 августа 2020 года умер от осложнений, вызванных коронавирусной инфекцией.

## Участие в творческих союзах и общественных объединениях
- Белорусский союз художников
- «Ветераны Чернобыля»

## Творчество

### Избранные работы
«Пацалунак Іуды» (2000), «Будзеш лаўцом людзей» (2002), «Саўл, за што ты гоніш Мяне?» (2006).

### Избранные выставки
- Дабраслаўленне (2011)[4]
- Шлях (2013)[5]
- Спадчына (2014)[6]
- Фарбы небакраю (2015)[7]
- Светапогляд (2016)[8]
- Абуджэнне (2019)[9]